# Zeanillus
Zeanillus is een geslacht van kevers uit de familie van de loopkevers (Carabidae). De wetenschappelijke naam van het geslacht is voor het eerst geldig gepubliceerd in 1937 door Jeannel.

## Soorten
Het geslacht Zeanillus omvat de volgende soorten:
- Zeanillus pallidus (Broun, 1884)
- Zeanillus phyllobius (Broun, 1893)
- Zeanillus punctiger Broun, 1914